# Semjon Kurkotkin
Semjon Konstantinovič Kurkotkin (13. února 1917 – 16. září 1990) byl sovětský vojevůdce a maršál Sovětského svazu.
Kurkotkin se narodil nedaleko Moskvy a před nástupem do Rudé armády v roce 1937 navštěvoval technickou školu v hlavním městě. V roce 1939 dokončil tankovou školu v Orlu a politickou školu v roce 1941.
Během druhé světové války bojoval v tankových oddílech a stal se později velitelem brigády. Kurkotkin bojoval ve Voroněžském frontu a později v 1. ukrajinském frontu.
Po válce podplukovník Kurkotkin navštěvoval Malinovského akademii obrněných sil a v roce 1951 se stal velitelem tankové divize.
Od září 1971 do července 1972 byl velitelem Skupiny sovětských vojsk v Německu. Maršálem Sovětského svazu se stal v březnu 1983.